# Bitwa pod Kyzikos (410 p.n.e.)

Mapa Morza Marmara z zaznaczonymi: Hellespontem, Abydos, Prokonnesos, Kyzikos, Chryzopolem i Chalkedonem

Bitwa morska pod Kyzikos – starcie zbrojne, które miało miejsce w kwietniu lub maju 410 p.n.e. podczas II wojny peloponeskiej (431–404 p.n.e.), jedna z serii bitew o panowanie nad Hellespontem, kluczową drogą morską pozwalającą na zaopatrywanie Aten w zboże sprowadzane znad Morza Czarnego.
W 411 r.p.n.e. spartański wódz Mindaros przejął komendę nad flotą peloponeską, zapewnił sobie też przychylność i wsparcie finansowe perskiego satrapy Farnabazosa. Udało mu się zebrać w Hellesponcie flotę z 86 jednostek; równocześnie wybuchły antyateńskie powstania w Bizancjum i Tasos. Wobec tego zagrożenia Trazybul i Thrasyllos na czele floty ateńskiej uderzyli na cieśniny i pokonali Spartan w bitwie pod Kynossema, otwierając drogę morską przez Hellespont, zdobywając zbuntowane Kyzikos, i przechwytując liczącą 8 okrętów eskadrę z Bizancjum. Następnie odnieśli kolejny sukces, tym razem pod Abydos, gdzie zdobyli co najmniej 10, a może nawet 30 okrętów spartańskich.
Wczesną wiosną Mindaros, zebrawszy swą flotę, wsparł Farnabazosa, oblegającego Kyzikos. Po zeszłorocznej porażce Spartan i przybyciu (w kwietniu lub maju 410 roku) posiłków z Aten (pod wodzą Teramenesa), flota ateńska zgromadzona w cieśninach zyskała przewagę nad eskadrą spartańską. Ateńczycy przystąpili więc do decydującej operacji. Połączone eskadry Alkibiadesa, Trazybula i Teramenesa liczyły 85-86 jednostek, Mindaros, wedle Diodora miał 80, a według Ksenofonta – 60 okrętów.
Flota ateńska przepłynęła nocą koło Abydos, by uniknąć zauważenia, a następnie zatrzymała się koło Prokonnesos. Przebieg dalszych wydarzeń jest różnie opisywany. Ksenofont twierdzi, że Ateńczycy odpoczywali przez dzień w Prokonnesos, zatrzymując wszystkie przepływające statki, by nie doniosły o ich obecności Mindarosowi.
W nocy, lub następnego dnia, Ateńczycy wysadzili desant, który ruszył w kierunku Kyzikos; siłami tymi dowodził Chaireas. Flota zaś popłynęła najprawdopodobniej podzieliła się na trzy eskadry: 40 okrętów Alkibiadesa sprowokowało Mindarosa, który wiedząc, że tyle jednostek liczyła ateńska eskadra stacjonująca w Sestos, uderzył na nie całą swoją flotą (80 okrętów). Alkibiades upozorował odwrót, a tymczasem eskadry Teramenesa i Trazybula, być może dotąd ukryte za przylądkami, odcięły Spartanom drogę do bazy. Mindaros, zorientowawszy się, że ma do czynienia z przeważającym przeciwnikiem, ruszył ku brzegowi, by wyciągnąć nań okręty, które mogły tam liczyć na osłonę wojsk Farnabazosa. Eskadra Alkibiadesa uderzyła na uchodzącego przeciwnika, przechwytując część okrętów, a część próbując zdobyć i odholować już z brzegu.
Na pomoc Spartanom ruszyły oddziały Farnabazosa, przeciw którym Trazybul wysadził swoich żołnierzy, sygnalizując Teramenesowi, by ten także dokonał desantu i wsparł nadciągającego lądem Chaireasa. Oddziały peloponeskie pod Klearchosem i żołnierze Farnabazosa poważnie zagrozili ludziom Trazybula, dopóki nie uderzyli nań z flanki Teremenes i Chaireas. Najpierw Farnabezejscy, potem peloponescy żołnierze poszli w rozsypkę, co pozwoliło Trazybulowi wesprzeć Alkibiadesa. Mindaros kontynuował walkę na dwa fronty, dopóki nie zginął, a jego oddziały rozproszyły się. Załogi syrakuzańskie podpaliły swoje okręty, pozostałe jednostki peloponeskie wpadły w ręce Ateńczyków.
Ksenofont opisuje bitwę nie podając szczegółów – według niego flota ateńska niezauważona w gęstym deszczu przez odbywających manewry Peloponezyjczyków, odcięła ich od portu, po czym nastąpiło starcie. Wobec ateńskiej przewagi Mindaros zdecydował się o ucieczce na ląd i walcząc tam w obronie okrętów zginął wraz z wieloma żołnierzami. Źródła zgadzają się, że zniszczona lub zdobyta została cała jego flota – 80 lub 60 okrętów, a Ateńczycy uzyskali panowanie na morzu.
Następnego dnia Kyzikos zostało oblężone, ale poddało się i uniknęło splądrowania dzięki zapłaceniu wysokiej kontrybucji. Flota ateńska popłynęła następnie do Bosforu, gdzie obległa Bizancjum i Chalkedon, przejęła Perinthos i wymusiła wysoki okup na Selymbrii; założyli też ufortyfikowaną bazę w Chryzopolu, gdzie pozostała eskadra pod wodzą Teramenesa, która umożliwiała ściąganie nowego cła – 10% od wszystkich statków przepływających cieśninę.
Zwycięstwo Ateńczyków dało im panowanie na morzu. Cały Hellespont znalazł się również ich kontrolą. Spartańska kontrofensywa morska zakończyła się niepowodzeniem i śmiercią Mindarosa. Ateńczycy obalili panującą krótki czas oligarchię i przywrócili demokrację, równocześnie kontynuując przygotowania do dalszego prowadzenia bitwy. Związkowi Peloponeskiemu potrzeba było trzech lat na odbudowę floty. Klęska pod Kyzikos miała nawet spowodować wysłanie przez Spartę poselstwa z propozycją pokoju, ale jego historyczność jest wątpliwa.